# Кшемёнки-Подгурские

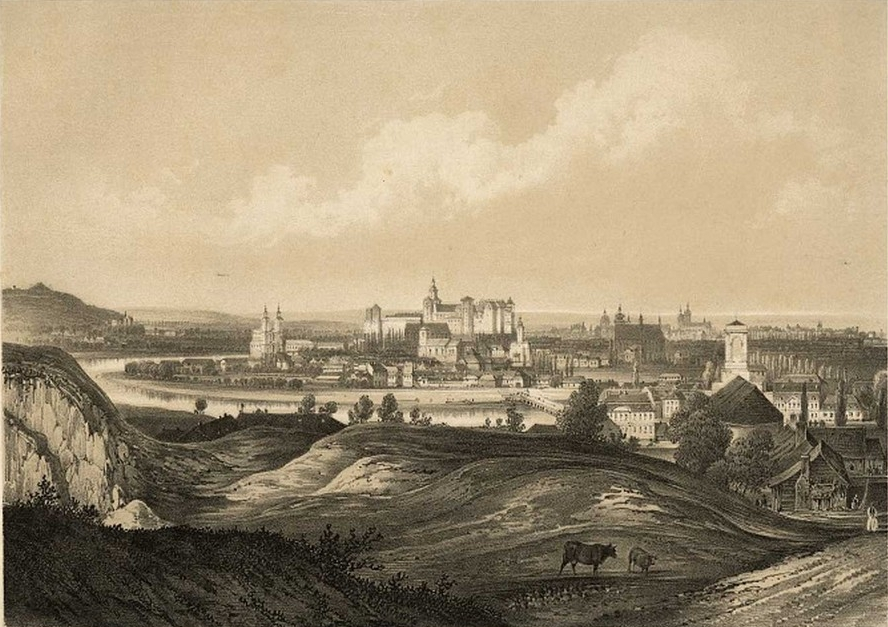
Вид Кракова с Кшемёнок-Подгурских, литография 1850 года

Кшемёнки-Подгу́рские (пол. Krzemionki Podgórskie) — наименование холмистой системы Краковского плато в южной части Кракова, Польша.

## География
Кшемёнки-Подгурские находятся на юге от Вислы на территории административного района Дзельница XIII Подгуже. Общая площадь Кшемёнок-Подгурских составляет 2,5 квадратных километра; максимальная высота — 269,3 метра над уровнем моря.

## История
В средние века на Кшемёнках-Подгурских строились различные фортификационные сооружения для защиты Кракова.

## Достопримечательности
На территории Кшемёнок-Подгурских находятся следующие объекты:
- Холм Лясоты, на котором находятся:
  - Курган Крака — памятник Малопольского воеводства;
  - Церковь Святого Бенедикта — памятник Малопольского воеводства;
  - Старое Подгурское кладбище — памятник Малопольского воеводства;
  - Форт 31 «Бенедикт» — форт Краковской крепости;
- Церковь святого Иосифа — памятник Малопольского воеводства;
- Бастионы XII—X — фортификационные сооружения Краковской крепости;
- Трудовой лагерь «Либан» — бывшая каменоломня, трудовой лагерь при немецкой оккупации;
- Парки имени Войцеха Беднарского;
- Silva Rerum — граффити, представляющие историю Кракова.